# Typografi

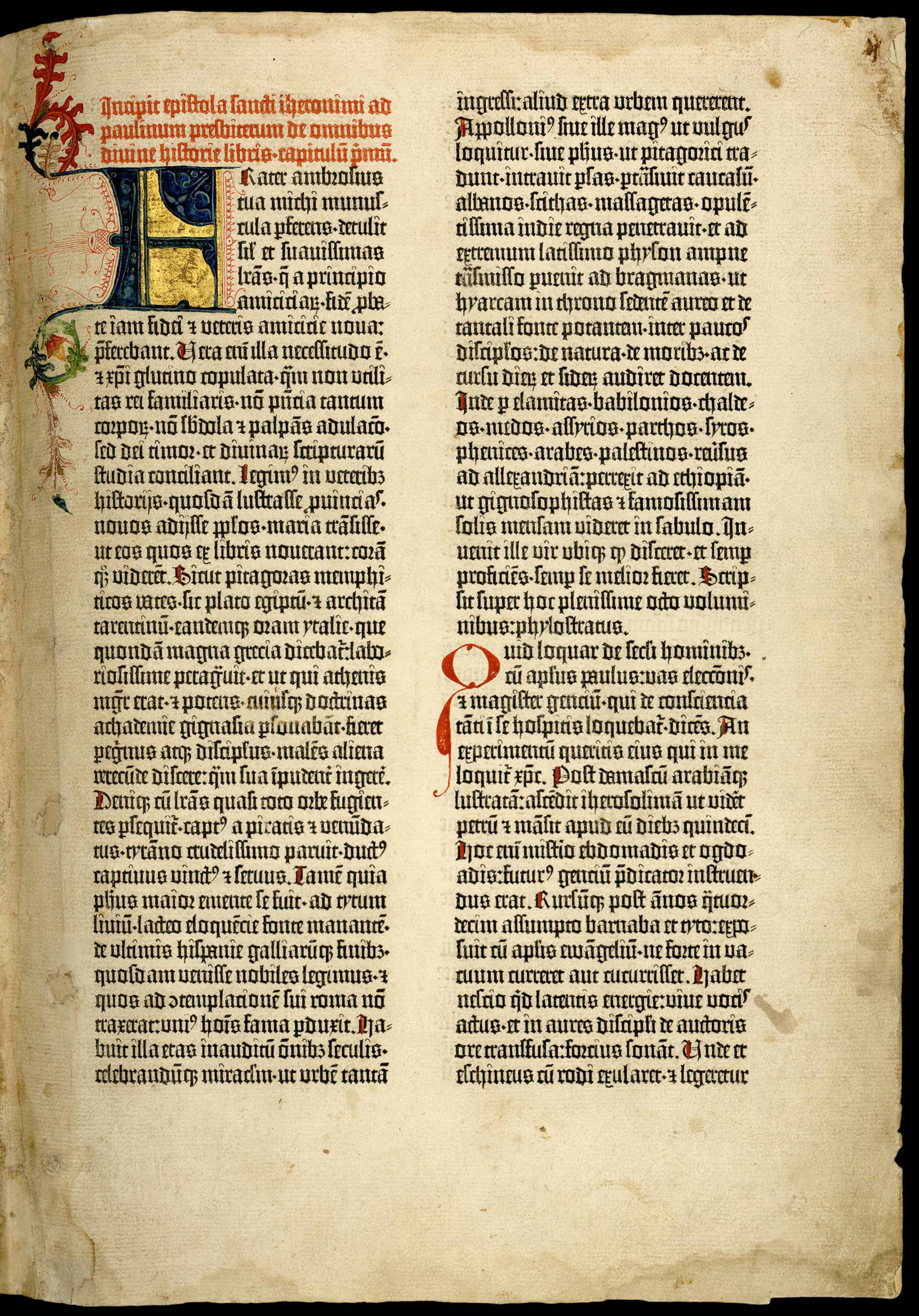
Första sidan i Gutenbergs Bibel, tryckt 1454. Gutenberg kallas ofta boktryckarkonstens fader.

Typografi är en bred term för konsten och hantverket att utforma texter – i tryck eller på skärm – så att textens budskap förmedlas på bästa möjliga sätt, och samtidigt är estetiskt tilltalande för läsaren.

## Det typografiska arbetet
Det grundläggande typografiska arbetet börjar med att för den text som ska publiceras göra en lång rad val: lämpligt typsnitt, typgrad (storlek), stilsort (till exempel rak eller kursiv), spaltbredd eller radlängd, justering, radavstånd (även kallat kägel). Textens omfång balanseras då mot den yta den har att tillgå, så att marginalerna runt texten blir på lämplig nivå avsett för tillfället.
En noggrann typograf lägger också omsorg på att justera mellanrummet mellan orden, liksom avståndet mellan grupper av bokstäver (knipning), eller mellan enskilda bokstavspar (kerning). Ännu fler detaljer gäller avstavningarnas utseende, att se till att rätta versioner av vissa specialtecken (till exempel citationstecken) används, eller att överväga användningen av särskilda typografiska utsmyckningar, som anfanger. 
Utöver huvudtexten (ofta kallad brödtext) måste alla sådana val också göras för andra eventuella delar av texten: rubriker, underrubriker, bildtexter, titlar, fotnoter, innehållsförteckningar, register – och dessutom få alla dessa delar att bilda en sammanhållen och effektiv helhet. Här kan också linjer, färger och andra grafiska element komma till användning. (Så har till exempel rubrikerna på Wikipedia en tunn grå linje under sig, för att framträda på ett tydligt sätt.) 
På affischer, skyltar eller reklamtavlor kan å andra sida budskapet bara bestå av ett enda ord. Inte desto mindre ska det ordet få sin typografiskt bästa utformning.
En högt specialiserad del av det typografiska arbetet är skapandet av nya typsnitt.

## Typografins användningsområde
Det är inte bara tidningar och böcker som behöver god typografi, utan alla ställen där text ska läsas: skyltar, sedlar, förpackningar, monument och minnestavlor, bilars registreringsskyltar. 
God typografi kan vara livsviktigt, till exempel på en läkemedelsförpackning, för att inte sammanblandningar eller feldoseringar ska ske av misstag.
Idag presenteras allt mer text för läsning på skärm. Dels på datorer (se nedan om webbtypografi); dels på otaliga andra produkter (kameror, mobiltelefoner, GPS-navigatorer med mera.) Sådan text får ännu sällan någon medveten typografisk utformning. 
Detta kan innebära onödig belastning för användaren. I en taxibil har föraren ofta att läsa text från sex–sju olika displayer: GPS, taxameter, kommunikationsenheter, mobiltelefon, bilens informationsdisplay, bilradio, med mera. Det kan ge onödiga belastningar i arbetsmiljön och till och med säkerhetsproblem.
I takt med att elektroniska produkter blir allt mindre, blir det en stor utmaning att hitta goda typografiska lösningar även för mycket små skärmar.

## Läsbarhet
God läsbarhet har under lång tid varit ett viktigt mål för det typografiska hantverket. En lång beprövad erfarenhet kring vad som ger en behagligare läsupplevelse har utvecklats inom typografin. Det finns också en hel del forskning på området.
En gammal kunskap är till exempel att kursiv text och TEXT I VERSALER är något svårare att läsa än rak text med gemener.
Viktigt är dock att kontexten och sammanhanget spelar stor roll. Enstaka kursiva ord stör inte märkbart läsprocessen, och versaler har bland annat ett större uppmärksamhetsvärde som gör det berättigat att använda dem ändå. 
Forskning kring läsning och läsbarhet ger inte heller entydiga resultat. Ett område är vilken färgkontrast mellan bokstäver och bakgrund som är optimal. Här har olika undersökningar kommit till rätt olika resultat.[källa behövs]
Ett annat område, där resultaten inte är entydiga, är frågan om vilka typsnitt som är "bäst" att använda. Det har hävdats att serif-typsnitt (till exempel Times) är mer lättlästa än linjärer (till exempel Helvetica). Även här är det emellertid viktigt att tänka på att text förekommer på så oerhört skiftande ställen och i så många skilda sammanhang. Ett typsnitt som är mer lättläst i ett sammanhang behöver inte vara det i ett annat.[källa behövs]

## Webbtypografi
Just webben innebär nya utmaningar för typografin. Kontrollen över de typografiska uttrycksmedlen på webbsidan är mer begränsad. Dessutom kan den som skapar en sida inte vara säker på att texten ser likadan ut hos mottagaren. Å andra sidan medger det en viss frihet för läsaren, som i någon mån kan anpassa texten efter sina särskilda behov, till exempel göra den större. 
Om traditionella typografiska regler gäller också när text presenteras på skärm har diskuterats. I början av webb-eran tenderade man att poängtera skillnaderna mellan att läsa från skärm och att läsa från papper. En allmän åsikt var att läsarna skumläste mer på skärm. Senare forskning har visat att det mycket väl kan vara tvärtom: nyhetskonsumenter läste längre när de besökte en nyhetssajt, och skummade mer när de läste samma nyheter i pappersutgåva.
En vanlig åsikt har också varit att förhållandet när det gäller lättlästhet på skärm skulle vara det omvända mot vad man traditionellt hävdat gäller på papper: alltså att linjärer verkligen skulle vara mer lättlästa på skärm, än seriftypsnitt. Även detta är dock än så länge osäkert. En undersökning visade att medan försökspersoner upplevde att en text med seriftypsnitt var mer svårläst, läste de ändå den snabbare än samma text presenterad i ett linjär-typsnitt.[källa behövs]

## Typografins hantverkare
Det typografiska hantverket utförs av bland andra typografer, grafiska formgivare, bokkonstnärer, art directors, tidningsredigerare, webbdesigners, poeter, blankettkonstruktörer, sedelformgivare, skylttillverkare, industridesigners; men tack vare den moderna datortekniken även av många lekmän och amatörer.
En äldre beteckning för sättare, tryckare och typograf är konstförvant (äldre stavning konstförvandt), som härstammar från tyskans wervandte eller kunstwervandte, som betyder medbroder i konsten.

## Kända svenska typografer
- Arthur Sjögren 1874–1951
- Axel Ragnar 'Akke' Kumlien 1884–1939
- Anders Billow 1890–1964
- Karl-Erik Forsberg 1914–1995
- Carl Fredrik Hultenheim 1928–2010

## Typografins historia
Den typografiska tekniken har, tillsammans med tryckerikonsten genomgått flera tekniska språng – från användningen och framställningen av trätyper, över metalltyper, vidare över fotosättning och gnuggbokstäver, till dagens arbete i layoutprogram som InDesign och QuarkXpress.

## Terminologi
Typografin har burit med sig många gamla hantverkstermer ända in i vår tid. Grad, kägel, punkt, hårstreck, egyptienne, grotesk är begrepp som fortfarande används, trots att teknikens utveckling ibland gjort dem svårbegripliga eller ologiska. Försök att modernisera termerna har ofta lett till kontroverser; till exempel har det moderna teckensnitt knappast lyckats ersätta det traditionella typsnitt.

## Etymologi
Ordets ursprung är grekiska 'τυπογραφείο, av τύπος 'slag', 'prägel', 'form', 'avbild' och γράφω 'skriva'.